# 山階信弘
山階 信弘（やましな のぶひろ 1910年2月21日 - 1990年1月6日）は、シテ方観世流能楽師。

## 経歴
1910年（明治43年）、大阪府大阪市に、シテ方観世流能楽師大西新三郎の三男として生まれる。祖父・大西閑雪および父に師事し、1913年（大正3年）、大阪博物場で鞍馬天狗子方として初舞台を踏み、修行の傍ら観世宗家に入門。1927年（昭和2年）に大阪府立北野中学校を卒業後は能に専念する。二十四世観世宗家・観世左近に師事し、1938年（昭和13年）観世流山階家十世・山階徳次郎の芸嗣子となり山階家を十一世として継承した。
1957年（昭和32年）に小袖曽我で芸術祭奨励賞受賞。1963年（昭和38年）に演能50周年独演五番能を開催。1965年（昭和40年）に演能使節団として欧米に渡航した。その後、観世会理事、能楽協会理事を歴任。
実兄は大西信久、実弟は大西信彦でともに観世流シテ方の能楽師である。
なお、信弘の没後、山階家は二十六世観世宗家・観世清和の実弟観世芳宏が後見を務めた。その後、芳宏は2007年に山階彌右衛門を襲名し、十二世として継承した。また山階徳次郎の婿養子・山階修の娘（徳次郎の孫）に山階敬子がおり、女性能楽師として活動。観世芳宏の彌右衛門を襲名と同時に「山階弥次」を襲名。

## 著作・出演
- 『歳月』中央公論社 1988年
- 『観世流・声の百番集 37』丸岡明/編（シテ役で出演） 筑摩書房 1967年
- 『現代謡曲全集 47』および『現代謡曲全集 49』丸岡明/編（シテ役で出演） 筑摩書房 1965年
- 宮本武蔵 (1954年の映画)